# Liegi-Bastogne-Liegi Under-23 2023
La Liegi-Bastogne-Liegi Under-23 2023, trentasettesima edizione della corsa e valevole come prova dell'UCI Europe Tour 2023 categoria 1.2U, si svolse il 15 aprile 2023 per un percorso di 174,1 km, con partenza da Bastogne e arrivo a Blegny, in Belgio. La vittoria fu appannaggio dell'italiano Francesco Busatto, il quale completò il percorso in 4h32'00", alla media di 38,404 km/h, precedendo il francese Antoine Huby e il connazionale Davide De Pretto.
Sul traguardo di Blegny 88 ciclisti, dei 159 partiti da Bastogne, portarono a termine la competizione.

## Squadre partecipanti
| N.    | Cod. | Squadra                      |
| ----- | ---- | ---------------------------- |
| 1-6   | CGF  | Groupama-FDJ Conti           |
| 7-12  |      | VDM-Trabowo Cycling Team     |
| 13-18 | CRT  | Circus-ReUz-Technord         |
| 19-24 | LDD  | Lotto Dstny Development Team |
| 25-30 | SQD  | Soudal Quick-Step Devo Team  |
| 31-36 |      | EFC-L&R-Van Mossel           |
| 37-42 | BWD  | Bingoal WB Devo Team         |
| 43-48 |      | Stageco Cycling Team         |
| 49-54 |      | Basso Team Flanders          |
| 55-60 |      | Urbano-Vulsteke Cycling Team |
| 61-66 |      | RB Zelfbouw UCT              |
| 67-72 | TCQ  | Team ColoQuick               |
| 73-77 | ABC  | Abloc CT                     |
| 79-84 | LUX  | Lussemburgo                  |

| N.      | Cod. | Squadra                      |
| ------- | ---- | ---------------------------- |
| 85-89   |      | VC Rouen 76                  |
| 91-96   |      | CC Étupes                    |
| 97-102  |      | Vendée U                     |
| 103-108 | DDS  | Development Team DSM         |
| 109-114 | HBA  | Hagens Berman Axeon          |
| 115-119 | LTP  | Leopard Togt Pro Cycling     |
| 121-126 | ICA  | Israel Premier Tech Academy  |
| 127-132 | TRI  | Trinity Racing               |
| 133-138 | UDT  | Uno-X Dare Development Team  |
| 139-144 | TUU  | Tudor Pro Cycling Team U23   |
| 145-150 |      | Baqué Cycling Team           |
| 151-156 | ITA  | Italia                       |
| 157-162 | JVD  | Jumbo-Visma Development Team |

## Ordine d'arrivo (Top 10)
| Pos. | Corridore             | Squadra   | Tempo    |
| ---- | --------------------- | --------- | -------- |
| 1    | Francesco Busatto     | Circus    | 4h32'00" |
| 2    | Antoine Huby          | Vendée U  | s.t.     |
| 3    | Davide De Pretto      | Italia    | s.t.     |
| 4    | Ramses Debruyne       | Lotto DT  | s.t.     |
| 5    | Darren Rafferty       | Hagens    | s.t.     |
| 6    | Lars Boven            | Jumbo DT  | s.t.     |
| 7    | Gil Gelders           | Soudal DT | s.t.     |
| 8    | Jan Christen          | Hagens    | s.t.     |
| 9    | William Junior Lecerf | Soudal DT | s.t.     |
| 10   | Fabian Weiss          | Tudor U23 | s.t.     |